# Gaïtánion
Gaïtánion (Gaitani) är en ort i Grekland.   Den ligger i prefekturen Nomós Zakýnthou och regionen Joniska öarna, i den sydvästra delen av landet, 250 km väster om huvudstaden Aten. Gaïtánion ligger 15 meter över havet och antalet invånare är 1 899. Den ligger på ön Zakynthos.
Terrängen runt Gaïtánion är platt åt nordost, men åt sydväst är den kuperad. Havet är nära Gaïtánion åt nordost. Runt Gaïtánion är det tätbefolkat, med 331 invånare per kvadratkilometer. Närmaste större samhälle är Zákynthos, 2,3 km sydost om Gaïtánion. 